# مروان الشماخ
مروان الشماخ (بالفرنسية: Marouane Chamakh)‏ (مواليد 10 يناير 1984) لاعب كرة قدم مغربي سابق، لعب لأندية بوردو وأرسنال ووستهام وكريستال بالاس وكارديف سيتي الذي يلعب في دوري الدرجة الأولى الإنجليزي، ولعب أيضًا لمنتخب المغرب في مركز المهاجم.

## المسيرة الرياضية
بدأ الشماخ مسيرته الرياضية ناشئا في نادي مارماندايس سنة 1994. لاحظه كاشفو مواهب نادي بوردو وأوصوا بالتعاقد معه وهو ما حدث في سنة 2000.

### بوردو
تم تصعيد الشماخ إلى الفريق الأول في سنة 2002 وخلال أول موسم له 2002/2003 شارك في 10 مباريات في بطولة الدوري مسجلا هدف واحد مساهما في احتلال النادي المركز الرابع وبالتالي التأهل للمشاركة في بطولة كأس الاتحاد الأوروبي. خلال هذا الموسم استطاع أن يلازم المهاجم البرتغالي المخضرم بيدرو باوليتا وأن يتعلم منه الكثير من مهارات كرة القدم وترجمه من خلال إثبات جدارته في الموسم التالي 2003/2004 حيث شارك في عدد مباريات أكبر حيث بلغ 25 مباراة مسجلا 6 أهداف بينما على المستوى القاري فقد شارك في 8 مباريات مسجلا 3 أهداف. في موسم 2004/2005 استطاع أن يكون هدافا للنادي بتسجيله 10 أهداف في 33 مباراة ولكن ما زال مستوى نادي بوردو متراجعا. تعاقد نادي بوردو مع مدرب برازيلي جديد هو ريكاردو غوميز الذي استطاع استغلال مهارات الشماخ جيدا في موسم 2005/2006 ومكنته طريقة اللعب الجديدة من تسجيل 7 أهداف في 29 مباراة مساهما في احتلال النادي المركز الثاني في بطولة الدوري وبالتالي التأهل المباشر إلى بطولة دوري أبطال أوروبا. في الموسم التالي 2006/2007 تراجع مستوى الشماخ قليلا حيث لم يسجل سوى 5 أهداف في 29 مباراة وتراجع ترتيب نادي بوردو إلى المركز السادس المؤهل إلى بطولة كأس الاتحاد الأوروبي. شارك في 3 مباريات في بطولة كأس الدوري الفرنسي واستطاع أن يساهم في تحقيقها أما على المستوى القاري فقد شارك في 4 مباريات من دون أن ينجح في تسجيل أي هدف. في صيف 2007 تم التعاقد مع مدرب جديد وهو لوران بلان الذي استطاع أن يعيد الثقة إلى الشماخ وزملائه حيث أنه على الرغم من تسجيل الشماخ ثلاثة أهداف فقط في 32 مباراة إلا أن النادي احتل المركز الثاني في بطولة الدوري وبالتالي تأهل للمشاركة في بطولة دوري أبطال أوروبا أما على المستوى القاري فقد شارك في خمس مباريات مسجلا ثلاثة أهداف. في الموسم التالي 2008/2009 استطاع الشماخ أن يتألق كثيرا حيث بدأه بتتويج ببطولة كأس الأبطال الفرنسي بالتغلب على نادي ليون ثم تحقيق لقب بطولة كأس الدوري الفرنسي بالفوز على نادي فان 4/0 في المباراة النهائية ثم توج ببطولة دوري الدرجة الأولى بعدما سجل 13 هدفًا في 34 مباراة.

### أرسنال
في يونيو 2009 ذكرت صحيفة تايمز البريطانية أن ناديي آرسنال، وفولهام يرغبان في التعاقد مع الشماخ، ورد الشماخ بأنه يحلم باللعب لصالح نادي آرسنال.
في 22 مايو 2010 تحقق حلم مروان وانتقل إلى نادي الأرسنال الإنجليزي في صفقة حرة بعد نهاية عقده مع بوردو الفرنسي.

### كريستال بالاس
في أغسطس 2013 أعلنت مجموعة من المنابر الرياضية الإنجليزية عن انضمام مروان الشماخ إلى النادي الصاعد حديثاً إلى البرمرليغ كريستال بالاس لمدة موسم واحد على سبيل الإعارة. الشماخ ينتقل إلى كريستال بالاس على سبيل الإعارة قادماً من نادي آرسنال الذي فشل فيه الشماخ وخرج من حسابات أرسين فينغر حيث لم يلعب موسم 2013/2012 في الدوري الإنجليزي أي مباراة وانتقل مُعارًا إلى وست هام يونايتد في نصف نفس الموسم غير أنه لم ينجح أيضاً إذ لم يلعب سوى 3 مباريات، الشماخ انتقل إلى كريستال بالاس بدون مقابل باستثناء تكفل الأخير بدفع راتبه الأسبوعي والذي انخفض من 110 إلى 75 جنيه استرليني أسبوعياً هذا ومن المنتظر أن يقود الشماخ هجوم كريستال بالاس مايعني عودة للمنافسة بعد عطالة جعلته أغلى عاطل في كرة القدم، وبعد موسمه الأول مع النادي كمعار لعب مع النادي 32 مباراة في البطولة الإنجليزية وسجل 5 أهداف إضافة إلى لعبه مبارتين في كأس الاتحاد الإنجليزي وسجل هدف واحداً حيث اعتبر هدافاً للنادي في الموسم بـ 6 أهداف وبعد هذا المستوى الجيد الذي بصم عليه الشماخ قرر نادي كريستال بالاس التعاقد معه نهائيا بعقد لمدة موسمين، موسم الشماخ الثالث مع بالاس كان صعباً على اللاعب حيث تعرض لسلسلة من الإصابات عرقلة عودته وضمان رسميته حيث لم يخض سوى 10 مباريات ولم يسجل أي هدف وبانتهاء الموسم انتهى عقده من النادي ولم يتم التجديد له ليجد نفسه بدون فريق ورغم الأخبار التي ربطته بالعودة إلى فريقه السابق بوردو إلا اعتراض أنصار الفريق على عودته جعل هذا الأمر شبه مستحيل، ربط الشماخ بعد ذلك بعدة أندية كنادي آيك آثينا ونادي غلاسكو رينجرز كما تحدتث تقارير مصرية على رغبة ناديي الأهلي والزمالك في ضمه وكذلك نادي باليرمو ونورويتش سيتي إلا أنه دخل في فترة اختبار مع نادي ويست بروميتش البيون دامت حوالي 3 أسابيع لكنه لم ينجح في إقناع مدرب الفريق بإمكانياته.

### كارديف سيتي
أعلن نادي كارديف سيتي في 11 أكتوبر 2016 عن تعاقده مع مروان الشماخ لمدة 3 أشهر قابلة للتجديد بناءاً على الحالة البدنية لللاعب، خاض أول مباراة له رفقة كارديف في 19 أكتوبر 2016 ضد نادي شيفيلد ودنزداي عن الجولة 13 من دوري الدرجة الأولى الإنجليزي حيث دخل كبديل في الدقيقة 62 وقدم مردود طيب، إلا أن مقامه لم يدم طويلاً حيث تم الإستغناء عن خدماته في ديسمبر 2016 بعد أن لعب مبارتين فقط

### اعتزاله
في 26 مايو 2019، أعلن مروان الشماخ إعتزاله كرة القدم بعد ما يُقارب سنتين دون أن يلعب لأي نادي.

## المسيرة الدولية

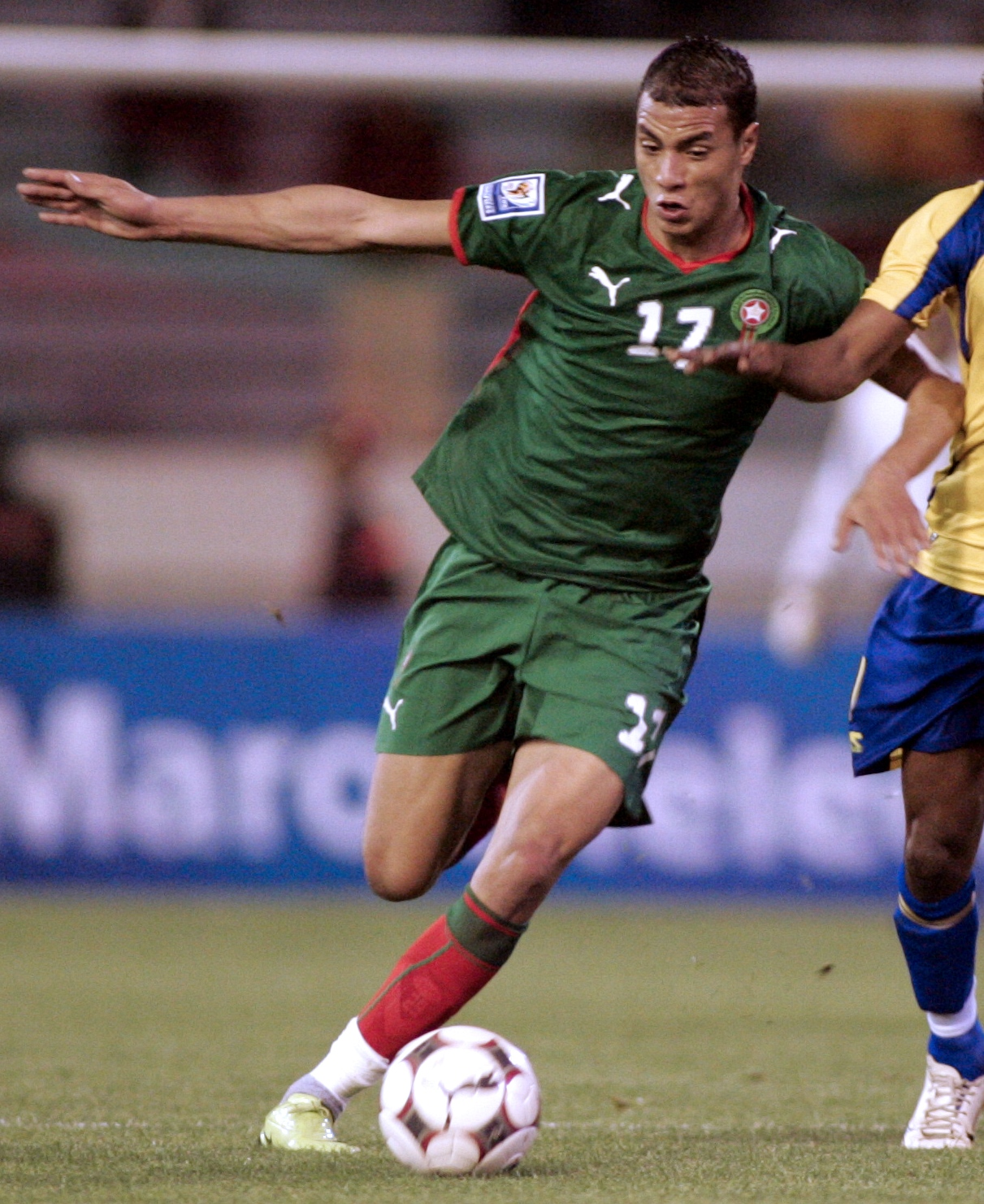
مروان الشماخ بقميص المنتخب المغربي

شارك الشماخ في أول مباراة دولية مع منتخب المغرب في سنة 2003 وكان ضمن صفوف أسود الأطلس عندما شارك في بطولة كأس الأمم الأفريقية لكرة القدم 2004 التي أقيمت في تونس.و كان للمدرب البدني نجيب بهلول الفضل في ظهور الشماخ بالمستوى المطلوب في كأس إفريقيا 2004 حيت كان نجيب بهلول يخصه بتدريبات خاصة على رأسها التأهيل البدني وإتقان التمريرات ; وساهم في احتلال المركز الثاني خلف منتخب تونس المستضيف. سجل في هذه البطولة هدفين وكانا في مرمى منتخب بنين في المباراة الثانية من الدور الأول وانتهت بالفوز 4/0 والهدف الثاني في مرمى منتخب الجزائر ضمن الدور الربع النهائي وانتهت المباراة بالفوز 3/1.
- أول مباراة دولية:  المغرب 0-0  سيراليون (تصفيات كأس أمم إفريقية 2004- في 7 يوليو 2003)
- عدد مباريات مروان الشماخ في كأس إفريقيا : 13 مُباراة
- عدد الأهداف في كأس إفريقيا : 2 هدفين.

## الإنجازات

### النادي
بوردو
- دوري الدرجة الأولى : 2008/2009
- كأس الدوري الفرنسي : 2006/2007 - 2008/2009
- كأس الأبطال الفرنسي : 2007/2008 - 2008/2009

### فردية
- أكثر لاعب سجل في مباريات متتالية بدوري أبطال أوروبا: 6 مباريات (بالمُشاركة مع كريستيانو رونالدو).
- أفضل لاعب أجنبي في الدوري الفرنسي عام 2009
- أفضل لاعب أفريقي في الدوري الفرنسي عام 2009
- لاعب الموسم في نادي بوردو عام 2010[7]

## روابط خارجية
- مروان الشماخ على موقع الاتحاد الدولي (مؤرشف)  (الإنجليزية)
- مروان الشماخ على موقع رابطة كرة القدم الفرنسية للمحترفين (الإنجليزية)
- مروان الشماخ على موقع إي إس بي إن إف سي (الإنجليزية)
- مروان الشماخ على موقع قاعدة بيانات كرة القدم.إي يو (الإنجليزية)
- مروان الشماخ على موقع ليكيب (الفرنسية)
- مروان الشماخ على موقع ناشيونال فوتبول تيمز (الإنجليزية)
- مروان الشماخ على موقع Soccerbase.com (لاعب) (الإنجليزية)
- مروان الشماخ على موقع Soccerway.com (الإنجليزية)
- مروان الشماخ على موقع عالم كرة القدم.نت (الإنجليزية)
- مروان الشماخ على موقع AS.com (الإسبانية)